# Ivan Degasperi
Ivan Degasperi (Trento, 26 luglio 1981) è un ciclista su strada e mountain biker italiano.

## Carriera
Ivan Degasperi cresce a Lavis, e inizia a gareggiare nel ciclismo nel 1993; con il Club Ciclistico Gardolo ottiene importanti vittorie giovanili tra le quali, tra gli Allievi, la Coppa d'Oro di Borgo Valsugana del 1997. Dopo due stagioni tra gli Juniores e quattro tra gli Under-23, corre per quattro stagioni da professionista, dal 2004 al 2006 con il Team LPR e nel 2007 la Ceramica Flaminia, senza però cogliere vittorie.
Nel 2014 diventa campione del mondo di mountain bike il 26 agosto 2014 a Lillehammer nella categoria master 1.